# Novopil, Cerneahiv
Novopil (în ucraineană Новопіль) este localitatea de reședință a comunei Novopil din raionul Cerneahiv, regiunea Jîtomîr, Ucraina.

## Demografie
Componența lingvistică a localității Novopil
     Ucraineană (99%)
     Alte limbi (1%)
Conform recensământului din 2001, majoritatea populației localității Novopil era vorbitoare de ucraineană (99%), existând în minoritate și vorbitori de alte limbi.